# Berghof (Ohrenbach)
Berghof ist eine Wüstung auf der Gemarkung Ohrenbach.
Im „Topo-geographisch-statistischen Lexicon vom Königreichs Bayern“ mit Daten zum Jahr 1861 wurde Berghof als Einöde in der Gemeinde Ohrenbach-Wiesenthal und zur katholischen Pfarrei Weilbach gehörig aufgeführt. In den Daten zur Volkszählung 1871 erscheint der Ort in der jetzt Ohrenbach benannten Gemeinde. Er hat 22 Einwohner, vier Gebäude und zehn Rindviecher. Als Entfernungen werden angegeben: nach Weilbach 6,0 km, Ohrenbach 2,0 km und Kleinheubach 7,5 km.
Ab den Daten zur Volkszählung 1885 erscheint der Ort nicht mehr.